# Brodnik
Brodnik je priimek v Sloveniji, ki ga je po podatkih Statističnega urada Republike Slovenije na dan 1. januarja 2010 uporabljalo 344 oseb in je med vsemi priimki po pogostosti uporabe uvrščen na 1.065. mesto.

## Znani nosilci priimka
- Andrej Brodnik (*1961), matematik, informatik, univ. prof.
- Andrej Brodnik (*1970), hokejist, trener
- Anton Brodnik (1831—1899), duhovnik, klasični filolog
- Bojan Brodnik (*1960), košarkar
- Brane (Branko) Brodnik (*1949), kirurg, športni letalec
- Brane Brodnik (*1962), inovator
- Jaka Brodnik (*1992), košarkar
- Janez Brodnik (30. 11. 1813 - 29. 4. 1879), duhovnik, narodni buditelj
- Janez Brodnik (*1944), telovadec
- Jože Brodnik (*1936), atlet, gradbenik, direktor DARS
- Matej Brodnik (1814—1845), slikar
- Miha Brodnik, elektronski glasbenik, zmagovalec natečaja Jean-Michel Jarra (2020)
- Petra Brodnik, plavalka
- Pia Brodnik, pevka sopranistka
- Urška Brodnik (*1973), častnica SV
- Vanja Brodnik (*1989), alpska smučarka
- Vilma Brodnik (*1962), didaktičarka zgodovine, pedagoginja, urednica